# Monumenta Historica Societatis Iesu

Les Monumenta Historica Societatis Iesu  [MHSI] forment une collection de 157 volumes (en 2013) d’éditions critiques de documents concernant les origines et les premières années de la Compagnie de Jésus, y compris les écrits d'Ignace de Loyola, son fondateur.

## Origine
La 24e Congrégation générale  de la Compagnie de Jésus (en 1892) recommanda au supérieur général nouvellement élu, Luis Martín, de renouer avec la tradition antérieure à la suppression de la Compagnie (en 1773) qui consistait à en écrire l’histoire. Au XIXe siècle cependant les méthodes de recherche historiques avaient fait des progrès considérables. Luis Martin décida donc de mettre d’abord en route l’ambitieux projet de publier systématiquement des éditions critiques de documents concernant les origines de la Compagnie. Un groupe d’experts fut rassemblé qui dès 1894 sorti de presse, à Madrid, le premier volume des MHSI.  Lorsque l'Institut historique jésuite fut fondé à Rome (en 1930) le travail des MHSI s’y poursuivit. La proximité des archives de l’ordre en facilite le travail.  

## Les volumes déjà publiés

### Écrits d'Ignace de Loyola (lesMonumenta Ignatiana)
1. Epistolae et Instructiones (Lettres et Instructions) : 12 volumes.
2. Exercitia spiritualia (Texte des Exercices spirituels et ses « directoires ») : 2 volumes.
3. Constitutiones et Regulae Soc. Iesu (Textes latin et espagnol avec documents préparatoires; règles et directives diverses): 8 volumes.
4. Fontes narrativi de Sancto Ignacio (Écrits contemporains à propos de saint Ignace) : 4 volumes.

### Documents de contemporains d'Ignace de Loyola
1. Epistolae mixtae :1537-1556 (Lettres adressées à saint Ignace): 5 volumes.
2. Litterae quadrimestres :1546-1562 (Lettres quadrimestres envoyées au gouvernement de la Compagnie): 7 volumes.
3. Epistolae S.Francesci Xaverii :1535-1552 (Lettres et écrits de saint François-Xavier): 2 volumes.
4. Documents, lettres, etc, des premiers compagnons: Pierre Favre (1 vol.), Alonso Salmeron (2 vol.), Paschase Broët, Jacques Lainez (8 vol.), Jean Codure, Claude Le Jay, Simón Rodríguez de Azevedo (1 vol.), Nicolás Bobadilla (1 vol.), Pedro de Ribadeneyra (2 vol.), Juan de Polanco (2 vol.)
5. Commentarii de Instituto Societatis Iesu (Instructions de Jérome Nadal sur les Constitutions) : 2 volumes.
6. Monumenta S. Francisco Borgia: 6 volumes[1].

### Éducation jésuite
Monumenta paedagogica Societatis Iesu:1540-1616 (Le Ratio Studiorum et ses documents préparatoires) : 7 volumes.

### Autres documents, par pays
1. Monumenta anticae Hungariae:1550-1600 (Hongrie): 4 volumes.
2. Catalogi Provinciae Austriae:1551-1600 (Autriche): 2 volumes.
3. Monumenta Angliae:1541-1662 (Angleterre): 3 volumes.
4. Monumenta Peruana:1565-1604 (Pérou): 8 volumes.
5. Monumenta mexicanae:1570-1605 (Mexique): 8 volumes.
6. Monumenta Brasiliae:1538-1565 (Brésil): 5 volumes.
7. Monumenta Novae Franciae:1602-1661 (Canada français): 9 volumes.
8. Documenta indica:1540-1597 (Inde): 18 volumes.
9. Monumenta Historiae Japoniae:1547-1562 (Japon):3 volumes.
10. Documenta Malucensia:1542-1682 (Iles Moluques): 3 volumes.
11. Monumenta Proximis Orientis:1523-1700 (Moyen-Orient): 5 volumes.
12. Monumenta Sinica:1546-1562 (Chine): 1 volume.

## Aujourd’hui
157 volumes furent publiés de 1894 à 2005.  Le travail de publication des MHSI se poursuit au sein de l'Institutum Historicum Societatis Jesu (IHSI), qui y a ajouté une série d’études historiques publiées par la Bibliotheca Instituti Historici Societatis Iesu, la BIHSI (54 volumes).